# از خشت تا خشت
از خشت تا خشت کتابی با موضوع فرهنگ عامه است که الگوهای سنتی رفتار مردم تهران را از هنگام تولد یعنی وقتی که بر خشت متولد می‌شوند تا زمان مرگ که سر بر خشت می‌گذارند، روایت می‌کند.
کتاب نوشته محمود کتیرایی است و به استناد نمایهٔ کتابشناسی کتابخانه ملی ایران، چاپ اول آن در سال ۱۳۴۸ توسط مؤسسهٔ مطالعات و تحقیقات اجتماعی دانشگاه تهران در ۴۵۷ صفحه و چاپ دوم آن در سال ۱۳۷۸ توسط نشر ثالث در ۴۵۳ صفحه انجام شده‌است.
فصول نه‌گانهٔ این کتاب عبارت‌اند از:
فصل اول، «آبستنی، زایمان و نوزاد» شامل هشت بخش: زن نازا، کارهایی که برای آبستن شدن می‌کنند، پیدایی نوزاد، شایست ناشایست‌های دوره بارداری، ویار و ویارانه، قفل کردن کمر زن آبستن، پیش‌بینی جنس نوزاد، و سیسمانی.
فصل دوم، «زایمان و نوزاد» شامل بیست بخش: زن پابزا، دیرزایی و سخت‌زایی، اتاق زائو و نوزاد، سوراخ کردن گوش نوزاد، ختنه، ختنه‌سوران، عقیقه، شبِ شش، مُهر و بزک کردن زائو و نوزاد، ولیمه و نام‌گذاران، حمام زایمان، چهل تیغ، حمام چله نوزاد، خواب نوزاد، کارهایی که برای پاگرفتن نوزاد می‌کردند و دندانی.
فصل سوم، «از کودکی تا نوجوانی» شامل ده بخش: نخستین بهار بچه، از شیر گرفتن کودک، آموزش و پرورش خانگی، معلم سرِخانه، آموزش و پرورش مکتبی، پایان آموزش مکتبی دختران، تنبیه بدنی، وظیفهٔ خلیفه و شاگردان، کتاب‌های درسی، خط نوشتن و پایان آموزش مکتبی پسران.
فصل چهارم، «شوهریابی و دختریابی» شامل شش بخش: بخت‌گشایی، کارهایی که برای گشادن بخت دختر خانه مانده می‌کردند، پیشگویی گشایش بخت دختر، صیغه گرفتن برای نوجوان، پی سوز زدن، راه‌های پیدا کردن دختر و شوهر.
فصل پنجم، «خواستگاری و شال انگشتر کردن» شامل شش بخش: خواستگاری از دختر غریبه، خواستگاری از دختر خویش، صفات و زیبایی‌های دختر که پسند خواستگاران بود، نشان دادن دختر و پسر به یکدیگر، خرج‌بُری و شال انگشتری کردن.
فصل ششم، «عقد» شامل شانزده بخش: نشان دادن دختر به قابله پیش از عقد، خرید لباس برای عروس آینده، وسایل مجلس عقد، فرستادن رقعه، پیرایش عروس آینده، فرستادن اسباب عقد، حمام عقدکنان، آرایش عروس آینده، آداب عقد، چیزهایی که در سر عقد باید همراه دختر باشد، بله گفتن، آوردن داماد به اتاق عقد، دلمه، ساز و آواز، آش آری بله، هِل و گُل فرستادن.
فصل هفتم، «عروسی» شامل ۲۸ بخش: جهاز عروس، خلعتیِ داماد، فرستادن جهاز، حجله، حنابندان و حمام عروس، حنابندان و حمام داماد، آرایش عروس، عروس‌بَران، پیش‌باز داماد از عروس، جاد و تَنبُل در شب عروسی، دست به دست دادن عروس و داماد، پاشویی، رونمای شب زفاف، شام عروس و داماد، نماز شب عروسی، در بستر زفاف، پاییدن عروس و داماد از پشت حجله، دخترگی، نمودن نشان عروس به مادر داماد و مادر عروس، پشت درماندن داماد، پاتختی، جهاز دیدن، چشم‌روشنی، جاخالی بای عروس، ساز و آواز، روز سوم عروسی، لقب‌گذاری برای عروس، پاگشا کردن.
فصل هشتم، «چند یادداشت دربارهٔ زندگی درونی» شامل پنج بخش: اوقات و آداب همخوابگی، عروس و مادر شوهر، کنیز و غلام و دده و کاکا، هوو، جادو تنبُل.
فصل نهم، «مرگ و سوگواری» شامل ۱۸ بخش: از جان کندن تا مردن، مرگ، مرده‌هایی که زنده می‌شدند، گریه و زاری، شست‌وشوی مرده در خانه، برداشتن مرده، شست‌وشوی مرده در مرده‌شویخانه، به خاک سپردن، نماز وحشت، ختم مردانه، ختم زنانه، شب هفت، چله مرده، بازدید پس دادن، شب سال مرده، سیاه پوشیدن و سیاه کندن، نخستین عید سوگواران، جوانمرگ.
کتاب یک پیوست شامل مباحث گوناگون دربارهٔ زندگی روزانه و باورهای مردم تهران همراه با شش تصویر نیز دارد.
این تک‌نگاشت، از نظر گونه‌گونی مطالب و اصطلاحات پژوهشی، جامع و دقیق و کوششی است ستودنی در شناساندن بخشی از فرهنگ مردم یک جامعهٔ شهری.

از خشت تا خشت در سال ۱۳۵۰ به عنوان کتاب برگزیده سال سازمان فرهنگی یونسکو شناخته شد.